# Liste der deutschen Bundesländer nach Fläche
Die Liste der deutschen Bundesländer nach Fläche sortiert die 16 Bundesländer der Bundesrepublik Deutschland nach ihrer Fläche in km². Zum Vergleich ist zudem ein unabhängiger Staat mit einer ähnlichen Gesamtfläche angegeben. Zu den Flächenangaben zählen auch Binnengewässer wie Seen, Flüsse sowie Küstenlinien. Alle Daten beruhen auf Daten des Statistischen Bundesamtes.
Legende: Spalte % = Anteil an der Gesamtfläche Deutschlands
| #  | Bundesland             | Fläche in km² | %     | Nach Fläche vergleichbarer Staat |
| -- | ---------------------- | ------------- | ----- | -------------------------------- |
| 1  | Bayern                 | 70.541,57     | 19,73 | Irland                           |
| 2  | Niedersachsen          | 47.709,80     | 13,34 | Dominikanische Republik          |
| 3  | Baden-Württemberg      | 35.747,83     | 10,00 | Guinea-Bissau                    |
| 4  | Nordrhein-Westfalen    | 34.112,44     | 9,54  | Moldau                           |
| 5  | Brandenburg            | 29.654,43     | 8,29  | Armenien                         |
| 6  | Mecklenburg-Vorpommern | 23.295,22     | 6,51  | Dschibuti                        |
| 7  | Hessen                 | 21.115,64     | 5,91  | El Salvador                      |
| 8  | Sachsen-Anhalt         | 20.456,51     | 5,72  | Israel                           |
| 9  | Rheinland-Pfalz        | 19.858,00     | 5,55  | Slowenien                        |
| 10 | Sachsen                | 18.449,93     | 5,16  | Fidschi                          |
| 11 | Thüringen              | 16.202,35     | 4,53  | Eswatini                         |
| 12 | Schleswig-Holstein     | 15.800,54     | 4,42  | Osttimor                         |
| 13 | Saarland               | 2.571,11      | 0,72  | Luxemburg                        |
| 14 | Berlin                 | 891,12        | 0,25  | São Tomé und Príncipe            |
| 15 | Hamburg                | 755,09        | 0,21  | Dominica, Singapur               |
| 16 | Bremen                 | 419,37        | 0,12  | Barbados                         |
|    | Deutschland            | 357.580,95    | 100   | Republik Kongo                   |